# 809
Năm 809 là một năm trong lịch Julius.